# 181e division d'infanterie
La 181e division d'infanterie (en allemand : 181. Infanterie-Division ou 181. ID) est une des divisions d'infanterie de l'armée allemande (Wehrmacht) durant la Seconde Guerre mondiale.

## Création
La 181e division d'infanterie est formée le 1er décembre 1939 à Brunswick dans le Wehrkreis XI en tant qu'élément de la 7. Welle (7e vague de mobilisation).
Elle prend part à des opérations anti-partisans en Croatie. Elle est capturée dans la région de Zagreb par les forces yougoslaves en mai 1945.

## Organisation

### Commandants
| Date                                | Grade           | Commandant            |
| ----------------------------------- | --------------- | --------------------- |
| 1er décembre 1939 - 10 janvier 1940 | Generalleutnant | Peter Bielfeld        |
| 10 janvier 1940 - 1er mars 1942     | Generalleutnant | Kurt Woytasch         |
| 1er mars 1942 - 24 mars 1942        | Generalleutnant | Friedrich Bayer       |
| 24 mars 1942 - 1er octobre 1944     | Generalleutnant | Hermann Fischer       |
| 1er octobre 1944 - 8 mai 1945       | Generalleutnant | Eugen-Heinrich Bleyer |

### Officiers d'opérations (Generalstabsoffiziere (Ia))
| Date                           | Grade               | Commandant                           |
| ------------------------------ | ------------------- | ------------------------------------ |
| Décembre 1939 - Janvier 1940   | Oberstleutnant i.G. | Ernst Michael                        |
| Janvier 1940 - 10 août 1940    | Major i.G.          | Wessel Baron Freytag von Loringhoven |
| 21 juin 1941 - 10 février 1942 | Major i.G.          | Georg von Wühlisch                   |
| 10 février 1942 - 20 juin 1944 | Oberstleutnant i.G. | Horst Böhme                          |
| 20 juin 1944 - ? 1945          | Oberstleutnant i.G. | Harold von Höpfner                   |

## Théâtres d'opérations
- Allemagne : décembre 1939 - avril 1940
- Norvège : avril 1940 - octobre 1943
- Balkans et Autriche : octobre 1943 - mai 1945

## Ordres de bataille
1939
- Infanterie-Regiment 334
- Infanterie-Regiment 349
- leichte Artillerie-Abteilung 222

1940
- Infanterie-Regiment 334
- Infanterie-Regiment 349
- Infanterie-Regiment 359
- Artillerie-Regiment 222
  - I. Abteilung
  - II. Abteilung
  - III. Abteilung
  - IV. Abteilung
- Pionier-Bataillon 222
- Panzerjäger-Abteilung 222
- Infanterie-Divisions-Nachrichten-Abteilung 222
- Infanterie-Divisions-Nachschubführer 222

1943
- Füsilier-Regiment 334
- Grenadier-Regiment 359
- Grenadier-Regiment 363
- Divisions-Füsilier-Bataillon 181
- Artillerie-Regiment 222
  - I. Abteilung
  - II. Abteilung
  - III. Abteilung
  - IV. Abteilung
- Pionier-Bataillon 222
- Panzerjäger-Abteilung 222
- Infanterie-Divisions-Nachrichten-Abteilung 222
- Infanterie-Divisions-Nachschubführer 222